# Carlos Westendorp Cabeza
Carlos Westendorp Cabeza (Madrid, 7 de gener de 1937) és un polític, diplomàtic i jurista espanyol, que fou Ministre d'Afers Exteriors durant l'últim govern de Felipe González.

## Biografia
Va néixer el 7 de gener de 1937 a la ciutat de Madrid. Llicenciat en dret va ingressar a la carrera diplomàtica el 1964, sent destinat cònsol adjunt a la ciutat de São Paulo l'any 1966, on hi va romandre tres anys.

## Activitat política
Fins a l'any 1975 va ocupar diversos càrrecs tècnics als Ministeris d'Indústria i Afers exteriors, moment en el qual fou enviat com a Conseller d'Assumptes Econòmics a la ciutat neerlandesa de La Haia dins de l'estratègia dels primers governs espanyols després de la dictadura franquista de mantenir una política activa amb la Comunitat Econòmica Europea (CEE).
Afiliat al Partit Socialista Obrer Espanyol el 1977, dos anys més tard, després de la creació del Ministeri de Relacions amb la Comunitat Europea va ser nomenat assessor d'aquest, ocupant diversos llocs al Ministeri fins al 1986 en el qual és nomenat, després de la incorporació d'Espanya a la CEE, ambaixador Permanent d'Espanya davant la CEE a la seva seu de Brussel·les. El 1991 fou nomenat Secretari d'Estat per a la CEE en substitució de Pedro Solbes Mira. El 19 de desembre de 1995 fou nomenat Ministre d'Afers Exteriors en substitució de Javier Solana Madariaga, el qual abandonà el govern de la nació per esdevenir Secretari General de l'OTAN.
Posteriorment fou Ambaixador Representant Permanent d'Espanya davant les Nacions Unides fins que el 1997 la mateixa ONU el designà Alt Representant Internacional per a Bòsnia i Hercegovina en el procés de pacificació de Iugoslàvia.
El 1999 abandonà aquest càrrec per esdevenir eurodiputat pel PSOE en les eleccions europees al Parlament Europeu. Abandonà el seu escó europeu l'any 2003 per ser membre de la llista socialista a l'Assemblea de Madrid en les eleccions autonòmiques d'aquell any, sent escollit diputat. El 2006 renuncià a la seva acta de diputat de Madrid per esdevenir ambaixador d'Espanya als Estats Units d'Amèrica. Fou assessor del Grup de Reflexió creat pel Consell Europeu per identificar i respondre als desafiaments de la Unió Europea d'aquí als anys 2030.
És president de Westendorp International S.L., una empresa de consultoria privada. Ha dirigit conferències i conferències i ha escrit articles i llibres sobretot sobre Afers Europeus, pels quals va ser guardonat amb el Premi Salvador de Madariaga de Periodisme. Ha estat guardonat amb diverses condecoracions espanyoles i estrangeres, entre elles la Gran Creu de l'Orde de Carles III i l'Officier de la Légion d'Honneur.